# Grobnice
Grobnice (Servisch cyrillisch Гробнице) is een plaats in de Servische gemeente Prijepolje. De plaats telt 254 inwoners (2002).